# 重徳
重徳（ちょうとく）は中国・南宋時代に廖森（「廖昇」にも作る）が建てた説のある私年号。1229年。 

## 西暦との対照表
| 重徳 | 元年   |
| 西暦 | 1229年 |
| 干支 | 己丑   |